# Фасциолярия
Фасциолярия (лат. Fasciolaria) — род морских брюхоногих моллюсков из семейства Fasciolariidae.
Род включает довольно крупных моллюсков, имеющих веретенообразную раковину с широким устьем. Наружная губа устья с внутренней стороны с полосками. Канал, то есть удлиненная книзу часть последнего оборота раковины, длинный и прямой. Крышечка, при помощи которой раковина может закрываться, имеет форму когтя.
Представители рода обитают в тёплых морях. Многие виды отличаются яркой красивой окраской.
World Register of Marine Species (WoRMS) включает следующие виды в род Fasciolaria:
- Fasciolaria bullisi Lyons, 1972
- Fasciolaria curvirostris (Wood, 1828)
- Fasciolaria insularis Fernández, 1977
- Fasciolaria magna (Anton, 1838)
- Fasciolaria sulcata (Anton, 1838)
- Fasciolaria tephrina De Souza, 2002
- Fasciolaria thersites (Reeve, 1847)
- Fasciolaria tulipa (Linnaeus, 1758)